# Melchior Schwoon (Unternehmer, 1871)
 Melchior Schwoon  jun. (* 30. Dezember 1871 in Bremerhaven; † 31. Oktober 1956 in Berlin) war ein  deutscher Unternehmer.

## Biografie
Schwoon war der älteste Sohn von Johannes Schwoon (1845–1924). Sein Großvater war Melchior Schwoon (Unternehmer, 1809). Er absolvierte eine Realschule und eine kaufmännische Lehre bei dem Baumwollimportgeschäft Fritze & Co. in Bremen. Er arbeitete einige Jahre in England und wurde danach Prokurist bei der Firma Schwoon & Co., die das Wasserwerk mit dem Wasserturm Bremerhaven-Lehe (Hafenstraße) betrieb. Er wohnte seit 1907 als Wirtschaftsprüfer in Berlin und vertrat von dort die Firmeninteressen in Bremerhaven. Von 1934 bis 1937 betrieb er die Konkursabwicklung der seit Juli 1931 insolventen Norddeutschen Wollkämmerei & Kammgarnspinnerei (Nordwolle) in Bremen. 1924 erhielten er und seine Brüder die Leitung der Firma Schwoon und von 1939 bis 1946 war er Alleininhaber. Seine Bibliothek überließ er 1950 der Stadt Bremerhaven.   
Die Melchior-Schwoon-Straße in Bremerhaven-Lehe ist nach seinem Großvater benannt. 

## Ehrungen
- Verdienstorden der Bundesrepublik Deutschland (1952)